# Ireland (Bedfordshire)
Ireland – osada w Anglii, w hrabstwie ceremonialnym Bedfordshire, w dystrykcie (unitary authority) Central Bedfordshire. Leży 12 km na południowy wschód od centrum miasta Bedford i 64 km na północ od centrum Londynu.